# Lindigianthus
Lindigianthus là một chi rêu trong họ Lejeuneaceae.